# No-Longer-Polymers-Liste
Die No-Longer-Polymers-Liste (kurz NLP-Liste, übersetzt: „Nicht-mehr-Polymer“-Liste) ist eine Liste mit Stoffen im europäischen Chemikalienrecht. Sie wurde nach einer Richtlinienänderung der Richtlinie 67/548/EWG (Stoffrichtlinie) eingerichtet. 
In der siebten Änderung der Stoffrichtlinie wurde der Begriff Polymer enger gefasst. Es wurden strengere Kriterien aufgestellt, ob ein Stoff als Polymer eingestuft werden kann. Da Polymere in der Europäischen Union nicht chemikalienrechtlich angemeldet werden müssen, hatte diese Änderung einige Bedeutung. Die No-Longer-Polymers hätten wie die Neustoffe angemeldet bzw. registriert werden müssen. Polymere der No-Longer-Polymers-Liste sind formell nicht mehr als Polymere anzusehen (daher: No-Longer-Polymers). Es wurde allerdings eine Übereinkunft getroffen, auf eine Anmeldung der No-Longer-Polymere zu verzichten.
Für diese Stoffe wurde zusätzlich zu den bisherigen Listen, der EINECS- und der ELINCS-Liste, eine dritte Liste eingerichtet. Es wurden ebenfalls entsprechende Nummern, die No-Longer-Polymer-Nummern, vergeben. Diese Nummern sind siebenstellig vom Typ XXX-XXX-X. Die Liste beginnt mit 500-001-0.
Beispiele für Stoffe auf dieser Liste sind Polysorbat 80 und Nonylphenolethoxylate.